# SC Monte Kaolino Hirschau
Der Skiclub Monte Kaolino Hirschau e. V. ist ein Sportverein aus Hirschau, der aktiv in Alpin, Skilanglauf, Mountainbiken und Laufen ist. Seinen Namen hat der Verein von Europas höchstem Sandberg, dem Monte Kaolino. Er betreibt auch das Skilanglaufzentrum am Rotbühl nahe Hainstetten.

## Bekannte Mitglieder des Vereins
- Jochen Behle, ehemaliger Bundestrainer für den Skilanglauf
- Uwe Bellmann, ehemaliger deutscher Skilangläufer, Techniker beim Deutschen Skiverband
- Peter Schlickenrieder, ehemaliger deutscher Skilangläufer, Bundestrainer Skilanglauf (DSV)
- Holger Bauroth, ehemaliger deutscher Skilangläufer